# براندون لي (لاعب دوري الرغبي)
براندون لي (بالإنجليزية: Brandon Lee)‏ هو لاعب دوري الرغبي أسترالي، ولد في 5 نوفمبر 1964 في أستراليا.